# Obstrução (beisebol)
No beisebol, quando um defensor atrapalha ilegalmente um corredor de base, o jogador é culpado de obstrução (obstruction).
Aos corredores, é geralmente permitido o privilégio de correr de base para base sem ser fisicamente bloqueado ou impedido por um defensor. O único momento em que o defensor não precisa “sair do caminho” do corredor é quando o defensor está defendendo ou na posse da bola.

## Penalidade
Qualquer caso de obstrução cai em uma de duas categorias geralmente chamadas tipo “A” e tipo “B”, após a subseção 7.06 das regras oficiais do beisebol, na qual cada tipo de obstrução é descrito.
Obstrução tipo A quando o corredor obstruído está sendo “enganado” pelos defensores. A bola é imediatamente bola morta, e todos os corredores são concedidos a base que o árbitro julga que eles teriam conseguido sem a obstrução; contudo, o corredor obstruído deve ser concedido pelo menos uma base. A prática dos árbitros garante uma larga interpretação de se um corredor está sendo enganado; se as ações da defesa como um todo forem enfocadas num corredor, ele é qualificado como sendo enganado para os propósitos de determinar a penalidade ou obstrução.
A obstrução tipo B ocorre quando o corredor obstruído não está sendo enganado. A bola não vira morta; de preferência, o árbitro chama “Obstrução!” (That’s obstruction!), mas a jogada é permitida continuar. Enquanto a jogada continua, o árbitro privadamente decide que base o corredor obstruído teria conseguido sem a obstrução. O corredor obstruído é agora “protegido” até que ele chega àquela base. Quando a ação pára, a bola se torna morta e o corredor será concedido àquela base se ele não a tiver conseguido. Se ele foi posto para fora antes de conseguir aquela base, essa eliminação será anulada e ele será concedido àquela base. Se o corredor conseguir aquela base a salvo, a obstrução é ignorada. Se o corredor continuar para além daquela base, ele faz assim do seu próprio risco, sem proteção. Não há nenhum prêmio mínimo de base para o tipo B de obstrução.
Sob regras do colegial (NFHS), toda obstrução é considerada tipo B; a bola não vira morta até que a ação cesse.

## Ideias erradas comuns
Não tem de haver contato físico para a obstrução ser chamada; de certa forma, se um defensor causa com que o corredor altere seu caminho normal de corrida, ele pode ser culpado da obstrução.
Obstrução não deve ser confundida com interferência. Quando um defensor atrapalha um corredor, muitos comentaristas de beisebol se referirão erradamente à obstrução como interferência.